# Molophilus admetus
Molophilus admetus är en tvåvingeart som beskrevs av Alexander 1969. Molophilus admetus ingår i släktet Molophilus och familjen småharkrankar. Inga underarter finns listade i Catalogue of Life.